# Michele Del Monte
Michele Del Monte (Moliterno, 5 giugno 1838 – Napoli, 28 novembre 1885) è stato un oculista italiano.
Contribuì a modernizzare l'insegnamento della medicina nelle università Italiane nella seconda metà dell'Ottocento traducendo dal tedesco opere di importanza fondamentale e scrisse il primo manuale di oftalmologia in lingua italiana pubblicato in epoca moderna. Inoltre, introdusse in Italia nella pratica clinica oculistica tecniche innovative nella terapia chirurgica della cataratta e del glaucoma e fu fra i primi a comprendere il significato dell'igiene nella prevenzione di molte patologie oftalmologiche.

## Biografia

### Primi studi
Michele Del Monte nacque a Moliterno (PZ) il 5 giugno 1838 dall'avvocato Innocenzo Del Monte e da Maria Latorraca. Fu seguito nei suoi primi studi dall'Arciprete Ferdinando Calabrò e dallo storico e letterato basilicatese Giacomo Racioppi. In seguito frequentò il Seminario di Marsiconuovo.

### Studi universitari e formazione specialistica
All'età di 18 anni si trasferì a Napoli per seguire i corsi della laurea gratuita in Medicina e Chirurgia presso l'Università di Napoli.
Il 6 aprile 1860 Michele Del Monte partecipò a Napoli ad una dimostrazione degli studenti universitari organizzata da Pietro Lacava, a favore dell'unità d'Italia sotto la monarchia sabauda ed a sostegno dell'insurrezione siciliana. 
Dopo aver conseguito a Napoli la laurea in Medicina e Chirurgia nel 1862, Del Monte si trasferì in Germania per specializzarsi in oftalmologia presso le università di Lipsia e Berlino. Egli prese questa decisione contro la volontà del padre il quale avrebbe voluto che esercitasse la sua professione a Moliterno, anche perché la famiglia in quel tempo versava in gravi difficoltà economiche. 
In Germania Del Monte fu allievo di Albrecht von Graefe, uno dei maggiori oftalmologi dell'epoca, ed ebbe il privilegio di lavorare presso la sua clinica a Berlino dal 1863 al 1867.

### Carriera professionale e universitaria
Nel 1867 fece ritorno a Napoli e raggiunse rapidamente un'ottima reputazione nello svolgimento dell'attività professionale. Nel 1868 si fece promotore della "Associazione dei naturalisti e medici per la mutua istruzione" istituita per facilitare l'aggiornamento scientifico e lo scambio delle informazioni fra i ricercatori delle relative categorie. Nel 1869 fondò e diresse il periodico quindicinale "Il Movimento medico-chirurgico". L'anno successivo fu nominato professore pareggiato in Oftalmoiatria e Clinica Chirurgica presso l'Università di Napoli, incarico che mantenne fino al 1883. La spiccata personalità di Del Monte si rivelò fin da subito, come si evince dalla premessa alle sue lezioni:
Del Monte sostenne ed impose teoria e metodi, che mentre fino ad allora erano stati aspramente combattuti, finirono per essere generalmente accettati. Divenne noto per aver presentato alla comunità scientifica dell'epoca, ed aver introdotto nella pratica clinica, un nuovo metodo per l'operazione di estrazione di cataratta tramite il processo lineare modificato di von Graefe. Con tale metodo migliorò sensibilmente la percentuale di esito positivo di un intervento che fino ad allora presentava poche probabilità di successo. Su questo argomento entrò in conflitto con il titolare della cattedra di oculistica dell'Università di Napoli dell'epoca, il prof. Raffaele Castorani, nei confronti del cui operato non esitò a esprimere pubblicamente un giudizio negativo. Alle lezioni tenute all'Università di Napoli da Michele Del Monte si formarono numerosi oculisti italiani della seconda metà dell'Ottocento: fra i suoi allievi ci furono, fra gli altri, Carlo De Vincentiis, Pasquale Sgrosso e Giambattista Sbordone.

### Vita privata ed attività politica
Il 3 novembre 1872 sposò a Conca della Campania Teresina Galdieri, dalla quale ebbe diversi figli. Questo matrimonio lo rese noto e popolare nella provincia di Caserta dove nel 2° Collegio per le elezioni politiche italiane del 1882 ottenne 1981 voti, pur non risultando eletto. Rivestì, negli ultimi anni della sua vita, la carica di consigliere del Comune di Napoli e si occupò del problema del risanamento di questa città, contribuendo alla compilazione del regolamento igienico ed ai progetti per il miglioramento delle condizioni sanitarie urbane.

### Morte
Michele Del Monte si spense prematuramente dopo lunga e sofferta malattia a Napoli nella notte fra il 27 ed il 28 novembre 1885.

## Attività scientifica

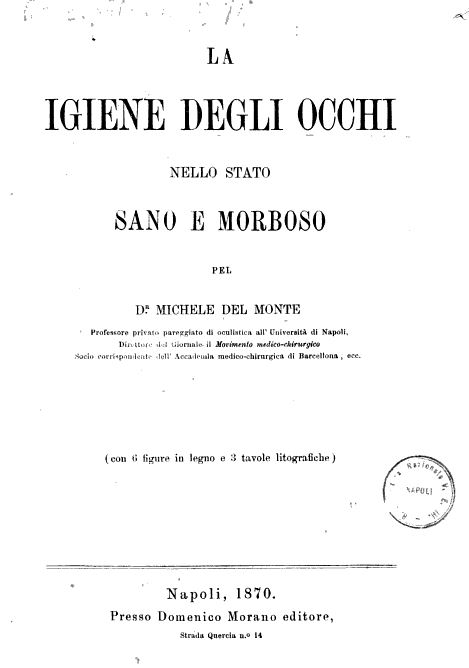
Frontespizio di "La igiene degli occhi nello stato sano e morboso di Michele Del Monte"

### Traduzioni
Michele Del Monte iniziò la sua carriera scientifica come traduttore. Ebbe il merito di contribuire a modernizzare la medicina italiana dell’epoca traducendo dal tedesco una serie di opere fondamentali. Nel 1867 con i tipi dell’editore Vincenzo Pasquale di Napoli uscì il “Manuale di anatomia patologica” di August Foerster. Nel 1868 presso l’editore Agostino Pellerano fu pubblicata a Napoli la prima traduzione italiana degli “Elementi di fisiologia dell'uomo” di Karl von Vierordt. Insieme a Giovanni Antonelli nel 1874, Michele Del Monte curò l’edizione italiana del “Trattato delle malattie dei tessuti, ossia della pelle, del tessuto cellulare, del sistema linfatico, delle vene, delle arterie e dei nervi” di Otto Weber, facente parte della “Enciclopedia di patologia chirurgica speciale e generale : compresa l'anatomia topografica, la chirurgia operatoria e fasciature” di Franz von Pitha e Theodor Billroth.

### Lavori originali
Oltre ad essere molto attivo come traduttore, Michele Del Monte fu l’autore di diverse opere originali. Nel 1863 all’età di 25 anni, mentre era ancora in formazione specialistica in Germania, pubblicò a Berlino il risultato delle sue ricerche sulla terminazione dei nervi sulla cornea, seguito nel 1865 da una monografia 
sull'infiammazione della lente cristallina e della sua capsula. Nel 1870 pubblicò "La igiene degli occhi nello stato sano e morboso" che introduceva dei principi innovativi per l’epoca individuando nell'igiene il fondamento della profilassi di molte malattie oftalmologiche.
Michele Del Monte è stato il primo ad aver pubblicato in tempi moderni in italiano un'opera originale sistematica di oftalmologia. Fino ad allora gli oculisti dovevano in Italia formarsi su manuali tradotti dal francese o dal tedesco.
Nel 1872 Michele Del Monte pubblicò a Napoli il “Manuale Pratico di Oftalmiatria” I parte, salutato con entusiasmo dal prof. Antonio Quaglino. In questa prima parte venivano trattate le malattie delle palpebre, del sistema di drenaggio delle lacrime, della congiuntiva e dell'orbita. Nel 1876 uscì la seconda parte relativa all'anatomia, fisiologia e patologia della cornea, derma, iride, corpo ciliare e coroide. La terza parte che doveva completare l'opera non fu mai pubblicata per la morte prematura dell'autore. Tuttavia nel 1888 furono pubblicate postume le “Lezioni di clinica oculistica” sulla base degli appunti presi dagli allievi del suo corso universitario di oftalmologia.

## Pubblicazioni

### Monografie
- Ricerche sulla terminazione dei nervi nella cornea. Berlino: G. Lange, 1863.
- Sull'infiammazione della lente cristallina e sua capsula. Napoli: F. Vitale, 1865.
- Sull'operazione della cateratta dura per estrazione dal punto di vista dell'ottalmologia moderna. Napoli: Tipografia Italiana, 1869.
- La igiene degli occhi nello stato sano e morboso. Napoli: Morano, 1870.
- Osservazioni e note cliniche sulle malattie oculari. Napoli: Pasquale, 1871.
- Manuale pratico di oftalmiatria. Napoli: Pasquale, 1872.
- Scritti vari di medicina ed oculistica. 1874.
- L'estrazione lineare modificata della cataratta: statistica di 138 operazioni con considerazioni relative all'esecuzione dell'atto operativo, un nuovo processo per la incisione della capsula anteriore, e con avvertenze relative alla cura consecutiva. Napoli : Tip. Angelo Trani, 1884
- Lezioni di clinica oculistica. Napoli: Pasquale, 1888.

### Articoli su riviste scientifiche
- Congiuntivite difterica. In: Annali di ottalmologia, Volume 2, Fascicolo 2 e 3 (dic, 1872), pp. 344–346
- Sul tracoma. In: Annali di ottalmologia, Volume 3, Fascicolo 2 e 3 (gen, 1874), pp. 370–371
- Sulla dermatite eczematosa ciliare. In: Annali di ottalmologia, Volume 3, Fascicolo 2 e 3 (gen, 1874), pp. 416–417
- Caso di ferita della sclerotica e coroidea con fuoruscita del cristallino, di buona parte del vitreo e con anestesia della cornea. In: Annali di ottalmologia, Volume 3, Fascicolo 2 e 3 (gen, 1874), pp. 418–419
- Iridesis o iridencleisis. In: Annali di ottalmologia, Volume 3, Fascicolo 2 e 3 (gen, 1874), p. 419-420
- Sull'operazione della cataratta dura per estrazione del punto di vista dell'ottalmologia moderna. In: Annali di ottalmologia, Volume 3, Fascicolo 2 e 3 (gen, 1874), pp. 421–422
- Sull'assorbimento delle lagrime. In: Annali di ottalmologia, Volume 3, Fascicolo 2 e 3 (gen, 1874), p. 423
- Sul Glaucoma. In: Annali di ottalmologia, Volume 7, Fascicolo 1 (gen, 1878), pp. 77–87
- Settanta estrazioni di cataratta dura col processo lineare modificato di V. Graefe, praticato dal 1876 al principio del 1878. In: Annali di ottalmologia, Volume 7, Fascicolo 2 e 3 (apr, 1878), pp. 197–231
- Sul glaucoma. In: Annali di ottalmologia, Volume 7, Fascicolo 2 e 3 (apr, 1878), pp. 413–417
- Del glaucoma. In: Annali di ottalmologia, Volume 12, Fascicolo 2 (mar, 1883), pp. 91–132
- Del glaucoma. In: Annali di ottalmologia, Volume 12, Fascicolo 5 (set, 1883), pp. 353–371
- Del glaucoma. In: Annali di ottalmologia, Volume 12, Fascicolo 6 (nov, 1883), pp. 534–544
- L'estrazione lineare modificata della cataratta. In: Annali di ottalmologia, Volume 13, Fascicolo 5 (set, 1884), pp. 470–492